# Bach aus den Stegwiesen
Der Bach aus den Stegwiesen ist ein halbkilometerlanger Bach im Gemeindegebiet von Bühlerzell im Landkreis Schwäbisch Hall im nordöstlichen Baden-Württemberg, der etwas unterhalb des Dorfes Bühlerzell von links und Südwesten in die Bühler mündet.

## Bezeichnung
Das Gewässer ist auf der amtlichen Gewässerkarte wie auf der topographischen Karte ohne Eigennamen eingezeichnet.

## Geographie

### Verlauf
Der Bach entspringt einer Quelle auf etwa 410 m ü. NHN, die etwas nach dem Ortsausgang von Bühlerzell und vor dem neueren Gewerbegebiet um die Straße Landerstall wenig rechts und unterhalb der K 2627 nach Geifertshofen an einem Wiesenhang liegt. Der grabenartige Abfluss zieht die ersten Meter parallel zur Straße in Richtung des Bühlerzeller Ortsrandes und schwenkt dann nach links auf künftig stets nordöstlichen bis ostnordöstlichen Lauf durch seine natürliche Wiesenmulde. Schon bald fließt ihm dabei von links ein sehr kurzer linker Graben-Oberlauf zu, der näher an den gewerblichen Gebäuden einsetzt und oft trocken liegt.
Kurz bevor der sich nirgends schlängelnde Grabenlauf am Mittellauf von einem Feldweg gekreuzt wird, stehen links am Ufer und rechts am Hang am Ortsrand von Bühlerzell zwei Feldscheuern. Rechts und links ziehen sich an den Hängen über dem grasigen Muldengrund nun Äcker. Weniger als hundert Meter vor seiner Mündung geht dieser in die Wiesenaue Stegwiesen linksseits der Bühler über, welche selbst baumbestanden in engen Mäandern fließt. Die Mündung des Baches liegt auf etwa 382 m ü. NHN etwa einen Viertelkilometer nördlich des nächsten Hauses von Bühlerzell und damit etwa 27 Höhenmeter unterhalb seines Ursprungs.
Der 0,5 km lange Bach hat ein mittleres Sohlgefälle von etwa 54 ‰ und mündet 28 Höhenmeter unterhalb seiner Quelle. Am Ufer stehen keinerlei Bäume und Sträucher, ausgenommen auf einem sehr kurzen Abschnitt vor der Feldwegquerung. Leicht gezackte Grundstücksgrenzen, die dem Lauf folgen, lassen vermuten, dass der recht glatt anmutende, grabenartige Lauf des Bachs irgendwann begradigt wurde.

### Einzugsgebiet
Der Bach hat ein etwa 0,1 km² großes Einzugsgebiet, das naturräumlich zum Unterraum Fischachbucht und Randhöhen der Limpurger Berge und Randhöhen in den Schwäbisch-Fränkischen Waldberge gerechnet wird. Sein höchster Punkt ganz im Westen auf etwa 450 m ü. NHN liegt am oberen Hang des Bergsporns, der die Täler der bedeutenderen linken Bühlerzuflüsse Liegelbach flussauf- und Schleifseebach flussabwärts trennt, zwischen das sich die viel kleinere Mulde dieses Bachtales zwängt. Im Einzugsgebiet stehen ein Gebäude an der genannten Gewerbestraße und eine kurze Häuserzeile am Nordrand von Bühlerzell entlang der Siedlungsstraße Am Mühlrain. Das gesamte Gebiet liegt in der Bühlerzeller Teilortgemarkung der Gemeinde Bühlerzell.

## Geologie
Der kleine Graben ist ein Bach des Mittelkeupers. Der Bergsporn im Osten, zu dem sich seine Talmulde aufwärts fortsetzt, ragt zuoberst bis in den Kieselsandstein (Hassberge-Formation), das Einzugsgebiet beginnt aber erst etwas weiter abwärts in den Unteren Bunten Mergeln (Steigerwald-Formation), unter denen sich der Hang im Bereich der Kreisstraße im Schilfsandstein (Stuttgart-Formation) kurzzeitig verflacht. Die Bachquelle liegt in dessen Grenzbereich zum Gipskeuper (Grabfeld-Formation), in dessen Schichthöhe der Bach fließt und mündet. Auf dem zuletzt durchzogenen Talgrund der Bühler sind in diesen geologisch viel jüngere holozäne Auenlehme eingelagert.

### LUBW
Amtliche Online-Gewässerkarte mit passendem Ausschnitt und den hier benutzten Layern: Lauf und Einzugsgebiet des Bachs aus den Stegwiesen

Allgemeiner Einstieg ohne Voreinstellungen und Layer: Daten- und Kartendienst der Landesanstalt für Umwelt Baden-Württemberg (LUBW) (Hinweise)
1. 1 2 3  Höhe nach dem Höhenlinienbild auf dem Hintergrundlayer Topographische Karte.
2. ↑  Länge nach dem Layer Gewässernetz (AWGN).
3. ↑  Einzugsgebiet abgemessen auf dem Hintergrundlayer Topographische Karte.
4. ↑  Grundstücksgrenzen nach dem Layer Liegenschaften und Gewässer.

### Andere Belege
1. ↑  Wolf-Dieter Sick: Geographische Landesaufnahme: Die naturräumlichen Einheiten auf Blatt 162 Rothenburg o. d. Tauber. Bundesanstalt für Landeskunde, Bad Godesberg 1962. → Online-Karte (PDF; 4,7 MB)
2. ↑  Geologie nach den Layern zu Geologische Karte 1:50.000 auf: Mapserver des Landesamtes für Geologie, Rohstoffe und Bergbau (LGRB) (Hinweise). Ein ähnliches Bild bietet die unter → Literatur aufgeführte geologische Karte.